# واندرلی سانتوس مونتریو جونیور
واندرلی سانتوس مونتریو جونیور (به پرتغالی: Wanderley Santos Monteiro Júnior) مهاجم اهل برزیل است که در شهر کمپیناس و در تاریخ ۱۱ اکتبر ۱۹۸۸ به دنیا آمده‌است.
واندرلی سانتوس مونتریو جونیور در تیم‌های فوتبال Ponte Preta سابقهٔ حضور دارد.